# 利索韋 (舊康斯坦丁諾夫區)
49°53′37″N 27°26′35″E / 49.89361°N 27.44306°E
利索韋（烏克蘭語：Лісове）是位於烏克蘭西部的村莊，由赫梅利尼茨基州裡赫梅利尼茨基區的舊奧斯特羅皮利市鎮負責管轄。該村始建於1928年，面積0.33平方公里，海拔高度270米，2001年人口56，人口密度每平方公里168.7人。